# Galàxia anèmica

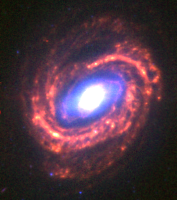
La galàxia anèmica M58 vista amb infraroig pel Telescopi espacial Spitzer

Una galàxia espiral anèmica és una galàxia espiral amb un contingut en hidrogen neutre inusualment baix comparat amb altres galàxies de classificació similar en la seqüència de Hubble. El terme va ser introduït per primera vegada per l'astrònom Sidney Van den Bergh en un article seu publicat en 1976, considerant aquestes galàxies com una forma intermèdia entre les galàxies espirals normals i les galàxies lenticulars.
Aquestes galàxies es caracteritzen, a més de pel seu baix contingut en hidrogen neutre (que s'estén a menys distància del que succeeix en galàxies espirals normals com la nostra Via Làctia, i que a vegades es troba concentrat únicament en les regions centrals de la galàxia.), per ser més vermelles que altres galàxies espirals similars -és a dir, que tenen un índex de color més alt-, el que apunta a una menor taxa de formació estel·lar, de com a mínim d'estrelles d'alta massa i, per tant, menys estrelles joves -una evidència d'això és la "suavitat" dels seus braços, amb menys regions HII que altres espirals similars i normals-, així com per tenir un nucli major.
El fet que moltes d'aquestes galàxies es trobin en cúmuls de galàxies rics indicaria que han perdut el seu gas degut tant pel fregament amb el gas intergalàctic calent que omple aquests cúmuls com per interaccions amb altres galàxies, cosa que ha estat corroborada per diverses observacions. Es creu que amb el temps aquestes galàxies -igual que altres galàxies espirals situades en cúmuls de galàxies rics- evolucionaran fins a convertir-se en galàxies lenticulars, pel que potser moltes de les galàxies lenticulars presents en els cúmuls galàctics van ser en el seu moment galàxies espirals normals.
També existeixen galàxies d'aquest tipus aïllades, sense pertànyer a cúmuls galàctics rics, en aquests casos les galàxies han gastat gairebé tot el seu hidrogen a causa de processos de formació estel·lar.
Dos excel·lents exemples d'aquesta classe de galàxies són M58 i M90, ambdues localitzades en les regions centrals del Cúmul de la Verge, encara que altres galàxies espirals d'aquest cúmul també sofreixen de major o menor manera la deficiència de gas.